# II. Ferdinánd magyar király
II. Habsburg Ferdinánd (más néven II. Ausztriai Ferdinánd, németül: Ferdinand II. von Österreich, csehül: Ferdinand II. Habsburský, horvátul: Ferdinand II. Austrijski; Graz, Habsburg Birodalom, 1578. július 9. – Bécs, Habsburg Birodalom, 1637. február 15.), a Habsburg-házból származó osztrák főherceg, aki német-római császár, német, magyar és cseh király, valamint III. Ferdinánd néven Ausztria uralkodó főhercege 1637-es haláláig.
Ferdinánd 1578-ban született II. Károly stájer herceg és Mária Anna bajor hercegnő hatodik gyermekeként. Mélyen katolikus vallásos jellemére a jezsuita szellemiség hatott legerősebben. Kedvelt időtöltése a zene és a vadászat volt. Uralkodása alatt az abszolutizmus és az ellenreformáció elveit követte. Házastársai előbb Mária Anna bajor hercegnő, majd Gonzaga Eleonóra mantovai hercegnő voltak. Gyermekei között ott van későbbi örököse, III. Ferdinánd magyar király és német-római császár, továbbá Mária Anna bajor választófejedelemné és Cecília Renáta lengyel királyné is.

## Élete

### Gyermekévei, ifjúsága
II. Károly osztrák főherceg (1540–1590) és a Wittelsbach-házból való Mária Anna bajor hercegnő (1551–1608) legidősebb életben maradt fiaként Grazban született 1578. július 9-én. Apai nagyapja I. Ferdinánd magyar király és német-római császár volt. Tizenöten voltak testvérek, közülük Mária Krisztierna nevű nővére Báthory Zsigmond erdélyi fejedelem felesége lett.
Ferdinánd neveltetését nagyban meghatározta a katolikus hagyományok átvétele és a szigorú udvari protokoll kellő elsajátítása. Tanulmányait nyolcéves korában kezdte a grazi jezsuitáknál, majd 1590-től az ingolstadti jezsuita egyetem hallgatójaként tanult. Ez idő alatt formálódott ki személyisége, melyre értelemszerűen a jezsuita szellem éreztette leginkább a hatását, ami a vallástudomány mellett a kormányzati elvekre is kiterjedt. Így nem meglepő, hogy később, a harmincéves háború idején, egykori diáktársával, I. Miksa bajor herceggel együtt Ferdinánd is az ellenreformáció és az abszolutizmus képviselője lett. A jezsuitáknak a császár feletti túlzott befolyását még a gyakorlatiasabb szellemű rokonok is nehezményezték. Ferdinánd enyhén púpos volt, s egész életében erős hátfájások kínozták, amit a kutatók a rokonházasságokra – azaz a sérült génállományra – vezetnek vissza. Azt, hogy enyhe testi hibája mennyire befolyásolta politikai filozófiáját, nem tudhatjuk. Igaz azonban, hogy II. Ferdinánd kemény uralkodó hírében állott, ugyanakkor tudott nyájas, sőt bőkezű is lenni, s ellenfelei közül azoknak, akik meghódoltak előtte, megbocsátott. Kedvelt időtöltése a vallásos tevékenységeken kívül a zenehallgatás (1622-ben tartották Sopronban az egyik legkorábbi opera-előadást) és a vadászat volt.

### Útja a koronáig
Ferdinánd csak tizenkét éves volt, amikor apja, Károly főherceg 1590-ben meghalt. Gyermekként is ő örökölte Belső-Ausztriát, de a tényleges kormányzást apja végrendelete értelmében csak tanulmányai befejeztével, tizennyolc éves korában kezdhette meg. Gyámjául unokatestvérét, Ernő főherceget jelölték ki. 1596-ban vette át tartományainak (Stájerország, Karintia, Krajna) irányítását, és nagy lendülettel látott neki az addig tanultak gyakorlati bevezetéséhez. A tartományokban azonnali és erőszakos ellenreformációt hirdetett. Ennek a rendeletnek sokan estek áldozatul,  míg e tartományok tehetős protestáns polgárai elhagyták Ferdinánd birtokait. A protestáló rendekkel nem törődve, végül sikerült visszaállítania területein a katolikus többséget.
Az ifjú főherceg feleségválasztása is hűen tükrözte korlátolt szellemiségét: 1600-ban saját unokatestvérét, a szintén buzgó katolikus Mária Anna bajor hercegnőt vette feleségül, akitől hét gyermeke született, köztük a trónörökös, a későbbi III. Ferdinánd. Anna halála után, 1622-ben másodszor is megnősült. A fiatal, de mélyen vallásos (természetesen katolikus) Eleonóra Gonzaga mantovai hercegnőt vette feleségül, házasságuk gyermektelen maradt. A kortársak szerint Ferdinánd mindkét házasságában példaszerű családi életet élt.
Ferdinánd több rokonához – például a későbbi II. Mátyáshoz – hasonlóan részt vett a török Magyarországról való kiűzetését célzó tizenöt éves háborúban, de a hadvezetéshez nem értvén, nem tudott semmi maradandót tenni, 1601-ben eredménytelenül ostromolta a kanizsai várat. Nagybátyja, Rudolf császár kivételével a Habsburg-ház minden tagja, így ő is megkönnyebbülten vette tudomásul a Mátyás által 1606-ban tető alá hozott zsitvatoroki békét, mely mind Erdéllyel, mind a törökkel rendezte a viszonyt. Ferdinánd a testvérek viszályában közvetíteni igyekezett, ugyanakkor a valóságtól elrugaszkodott Rudolf lemondatása ellen nem tett semmit, bár gyanakvással figyelte a protestánsokkal általában a kiegyezés politikáját előnyben részesítő Mátyás tevékenységét.

### Trónra lépése
Mivel mind Rudolf, mind Mátyás gyermektelen maradt, Ferdinánd lett az osztrák Habsburgok birodalmának kijelölt örököse. Mátyás kénytelen-kelletlen engedett a pápának, a katolikus államoknak és a hatalomvágyó rokonoknak, s hozzájárult, hogy Ferdinándot még az ő életében cseh (1617), majd magyar királlyá koronázzák (1618. május 18.). Ezzel Mátyás a birodalom vallási megosztását adó konfliktusok elsimítását célzó politikáját tette tönkre, hiszen Ferdinánd uralmától a protestáns felekezetek nem sok jót várhattak. Unokatestvére halála után, 1619-ben a frankfurti birodalmi gyűlésen, ellenjelölt hiányában őt tették meg német-római császárnak. A lehetséges vetélytárs III. Fülöp spanyol királyt egy titkos szerződéssel lemondatta trónigényéről, melyben átengedte neki Elzászt és néhány kisebb helytartóságot, valamint garantálta a spanyol ág férfi leszármazottainak elsőbbségét az osztrák női ággal szemben.

### Az abszolutizmushoz való viszonya
A magyar történetírásban hagyománnyá váló szemlélet szerint Ferdinánd szélsőségesen abszolutista volt, és a központosító politikáját hibájaként írják le. Ezzel szemben Ferdinánd nem törekedett különösebben az abszolutista keretek kiépítésére még akkor sem, amikor módja lett volna rá. 1627-ben Csehország olyan új alkotmányt kapott, amelyben nem csak elismerte, hanem meg is újította a régi rendi jogokat, és Csehország jelentős pozícióinak betöltését is a rendi szemlélet alapján tette lehetővé. Centralizációs törekvéseknek nyoma sincs, nem állított fel központi hivatalokat polgári származású tisztviselőkkel.
Az ellenreformációval egyébként is saját bázisát számolta fel, amely a rendekkel szemben támogathatta volna a centralizációt. A jezsuita hatás alatt álló uralkodó már az 1590-es években türelmetlen katolikus volt, meggyengítette a városokat és az amúgy sem erős polgárságot az erőszakos ellenreformációval. 1600-ban áttérésre vagy kivándorlásra szólította fel a belső-ausztriai városok polgárságát. A városok a kivándorlás miatt elnéptelenedtek, iparuk jelentéktelenné vált.

### A harmincéves háború
A császárkoronázás idején, 1619 szeptemberében már javában folyt a harmincéves háború első, cseh–pfalzi szakasza. A háború kirobbanásának közvetlen oka a cseh rendek Thurn gróf vezetésével történt lázadása volt II. Ferdinánd erőszakos ellenreformációs politikája ellen. A felkelők a császári kormányzót kihajították a prágai vár ablakán (defenesztráció), és meghívták a cseh trónra a Protestáns Unió egyik tagját, V. Frigyes pfalzi választófejedelmet. Ferdinánd erre szövetségre lépett egykori diáktársával és rokonával (lévén Ferdinánd anyja Wittelsbach hercegnő), Wittelsbach I. Miksa bajor herceggel és más rokonaival, a spanyol Habsburgokkal. 1620 novemberében a cseh, morva és sziléziai rendek erőit a Tilly gróf vezette császári sereg a fehérhegyi csatában szétverte, s Ferdinánd császár a Habsburg Birodalom örökös tartományává nyilvánította az önállóságától megfosztott Csehországot. Prágában eleinte minden korlát nélkül garázdálkodott a győztes katonaság. Zsákmánynak nézte a várost s az országot, nem volt ki féket vessen dühének s kincsszomjának. A Rudolf által Csehországnak adott felséglevelet Ferdinánd saját kezűleg tépte szét. A háború ennek ellenére nem ért véget, mert különböző érdekből a dánok, a hollandok, a svédek és a franciák is bekapcsolódtak az európai háborúba. A hadi cselekmények egészen 1648-ig tartottak. Maga II. Ferdinánd még a küzdelem során, 1637-ben Bécsben meghalt.

### Magyar belpolitikája
II. Ferdinánd Magyarországon is kísérletet tett az ellenreformáció erőszakos bevezetésére, s ez ellen a rendek egy ideig hiába tiltakoztak. A harmincéves háború kirobbanásával már könnyebb alkupozícióba kerültek mind a magyarországi, mind az erdélyi rendek. Bethlen Gábor, kihasználva Ferdinánd seregeinek lekötöttségét, több hadjáratot vezetett a királyi Magyarország ellen. Ferdinánd kénytelen volt engedni mind az erdélyi fejedelemnek, mind a korábban kezében tartott magyar rendeknek, kiknek követeléseit Bethlen is támogatta, s 1621-ben a nikolsburgi békében lemondott az időközben választott királyi címéről, s visszaadta Ferdinándnak az addig elfoglalt területeket. Cserébe Erdélyhez csatoltak hét magyarországi vármegyét, és Bethlen örökös birodalmi hercegi címet kapott, valamint Ferdinánd megerősítette az 1606-os bécsi békét. A magyarországi rendek visszakapták jogaikat, s a vallásszabadságot, és elérték a Magyar Tanács hatáskörének növelését is. Bethlen Gábor kiváló (realista) politikus révén felismerte a lehetőséget, és követte elődje, Bocskay fejedelem útmutatását, mely szerint, Erdély katonai erejét a magyarországi rendek védelmében is fel kell használni, s így garantálni a magyar rendi jogok védelmét az abszolutizmusra törő Habsburgokkal szemben.
Az ellenreformáció ennek ellenére Magyarországon is működött, csupán nem olyan erőszakos eszközökkel, mint az örökös tartományokban. A rekatolizációs törekvések legnagyobb magyarországi alakja Pázmány Péter esztergomi érsek volt, aki 1623-ban Bécsben a róla elnevezett teológiai főiskolát, a Pazmaneumot, majd 1635-ben a nagyszombati egyetemet alapította. Tevékenysége folytán számos, korábban protestáns hitre áttért főurat sikerült a katolicizmusnak megnyerni.

### Török kérdés
A Török Portával II. Ferdinánd is igyekezett fenntartani az 1606-os zsitvatoroki béke pontjait. Ez a békeszerződés pedig az egymást sűrűn váltó szultánok számára sem volt kedvezőtlen, hiszen a Nagy Abbász sah vezette perzsák IV. Murád szultán kiskorúságát kihasználva elragadták tőlük Mezopotámiát, és több vereséget mértek az ellenük támadó törökökre, akik csak 1635 után voltak képesek visszavágni.

### Utolsó évei
Ferdinánd 1629-ben érte el sikerei tetőpontját, amikor szövetséges csapatai Wallenstein gróf vezetésével meghátrálásra kényszerítették a hollandok és a britek által is támogatott IV. Keresztély dán királyt. A háború ezzel véget ért volna, ha a császár nem adta volna ki az 1555-ös augsburgi vallásbéke után a katolikusoktól elvett birtokok visszavételéről szóló törvényt. Ezzel magára haragította a protestáns szövetséges fejedelmeket, akik védelmében Gusztáv Adolf svéd király jelent meg a hadszíntéren. A svédeket 1632-ben a lützeni csatában sem sikerült legyőzni, királyuk elvesztésével azonban lelassult az előrenyomulás, a birodalom belső békéjét a rendelet részleges visszavonásával szintén nem sikerült megteremteni, mivel 1635-ben az eddig csak a háttérben álló franciák indítottak háborút.
II. Ferdinánd 1636-ban fiát, a későbbi III. Ferdinándot német-római királlyá választatta, de a háború befejezését már nem érte meg. 1637. február 15-én halt meg Bécsben. Síremléke a Habsburgok grazi mauzóleumában található.

## Házasságai és gyermekei
Ferdinánd kétszer nősült, de csak első házasságából születtek gyermekei.
Első felesége a Wittelsbach-házból származó Mária Anna bajor hercegnő, egyben első unokatestvére volt. Mária Anna V. Jámbor Vilmos bajor herceg (Ferdinánd anyai nagybátyja) és Renáta lotaringiai hercegnő második legidősebb leánygyermeke volt. A házasság megkötésére 1600. április 23-án került sor Graz városában. Kettőjük kapcsolatából összesen hét gyermek született, akik közül négy érte meg a felnőttkort:
- Krisztina főhercegnő (1601. május 25. – 1601. június 12/21.), csecsemőként meghalt
- Károly főherceg (1603. május 25.), születése napján elhunyt
- János Károly főherceg (1605. november 1. – 1619. december 28.), gyermekként meghalt
- Ferdinánd főherceg (1608. július 13. – 1657. április 2.), később apja örököseként német-római császár, magyar és cseh király
- Mária Anna főhercegnő (1610. január 13. – 1665. szeptember 25.), anyai nagybátyja, I. Miksa bajor választófejedelem felesége lett
- Cecília Renáta főhercegnő (1611. július 16. – 1644. március 24.), hozzáment IV. Vasa Ulászló lengyel királyhoz
- Lipót Vilmos főherceg (1614. január 6. – 1662. november 20.), az Spanyol-Németalföld kormányzója és a Német Lovagrend nagymestere

Második felesége a Gonzaga-családból származó Eleonóra mantovai hercegnő volt, I. Vince mantovai herceg és Eleonora de’ Medici toszkánai hercegnő leánya. A házasságot 1622. február 4-én kötötték meg Innsbruckban. A kapcsolat gyermektelen maradt.

## Titulusai
Örökös címei:
- Ausztria főhercege
- Habsburg fejedelmi grófja
- Német, magyar és cseh királyi herceg

Csehország királya mint II. Ferdinánd: 1617. június 5. – 1637. február 15.
koronázása: Szent Vitus-székesegyház, Prága, 1617. június 29.
Magyarország királya mint II. Ferdinánd: 1619. március 20. – 1637. február 15.
- Horvátország, Dalmátország, Szlavonország, Ráma, Szerbország, Galicia, Lodoméria, Kunország, Bolgárország királya

koronázása: Szent Márton-dóm, Pozsony, 1618. július 1.
Ausztria uralkodó főhercege mint III. Ferdinánd: 1619. március 20. – 1637. február 15.
A Szent Német-római Birodalom császára mint II. Ferdinánd: 1619. augusztus 28. – 1637. február 15.
- Német király

koronázása: Szent Bertalan-dóm, Frankfurt, 1619. szeptember 9.

## Címerei
|                                                                |                                                         |                                                        |
| Rudolf aranypajzsos címre mint német-római császár (1619–1637) | Rudolf középcímere mint német-római császár (1619–1637) | Rudolf nagycímere mint német-római császár (1619–1637) |

## Külső hivatkozások
- 1000 év törvényei, internetes adatbázis. CompLex Kiadó Kft., Wolters Kluwer (2003). Hozzáférés ideje: 2015. augusztus 3.
- II. Ferdinánd uralkodása alatt hozott törvények Archiválva 2016. március 5-i dátummal a Wayback Machine-ben

| Előző uralkodó: II. Mátyás | Magyarország uralkodója 1618–1637 | Következő uralkodó: III. Ferdinánd |

| Előző uralkodó: Mátyás | Német király 1619 – 1637 Német-római császár 1619 – 1637 | Következő uralkodó: III. Ferdinánd |

| Előző uralkodó: Mátyás | Csehország uralkodója 1617–1619 | Következő uralkodó: Pfalzi Frigyes |

| Előző uralkodó: Pfalzi Frigyes | Csehország uralkodója 1620–1637 | Következő uralkodó: III. Ferdinánd |